# 林未紀
林 未紀（はやし みき、1989年〈平成元年〉1月13日 - ）は日本のタレント・女優。元所属事務所はワタナベエンターテインメント傘下のビスケットエンターティメント及びジョリー・ロジャー (企業)。

## 人物
- 千葉県生まれ。
- 身長158cm、体重40kg、B80・W53・H81、血液型はAB型。
- 趣味は読書、お菓子作り、映画鑑賞。特技は一輪車。
- 高校時代は事務所に入るまではサッカー部のマネージャーをしていた。

## 略歴
- 2006年9月15日、ワタナベエンターテインメント主催の、第1回 B-GIRLオーディションで16217人の中からグランプリを獲得。スクウェア・エニックスが発行しているヤングガンガンでグラビア(表紙)デビュー。
- 2006年9月末からUHA味覚糖のCMに出演。共演者はアンガールズ。
- 2006年10月5日放映開始のTBS系列 『コードギアス 反逆のルルーシュ』のソフィ役で声優デビュー。同じ事務所の先輩となる中川翔子に続きブログも開始している。
- 2007年2月23日、グラビアDVD「みきPON53」を発売。
- 2007年8月22日、上記オーディションの審査員を務めた、元ピチカート・ファイヴの小西康陽のプロデュースにより『アイドルになりたい。』でCDデビュー。ここまでがオーディションの特典の活動である。本人が女優志望の為グラビアやバラエティーの仕事はあまりせず、事務所で演技レッスンを受けている。
- 2008年　映画「口裂け女2」で女優デビュー。主人公の同級生役。
- 2008年　映画「シャカリキ!」に出演。主人公の同級生役。
- 2008年　映画「夏休みのような1ヵ月」に出演。この映画では台詞も多く重要な役。
- 2009年　ドラマ「鉄道むすめ」の13話に出演。このドラマでも重要な役をこなしている。
- 2008年4月より週刊少年ジャンプの読者コーナー「ジャンプ魂」にて2年間出演した中川の跡を継ぎ2代目アシスタントとして加入した。元々かなり漫画やアニメが好きらしくイベントでも「ガンダム00」について熱く語ったりしている。一番好きな漫画は「スラムダンク」らしい。
- 2009年1月30日、グラビアDVD「恋愛模様」を発売。
- 2009年4月、「ジャンプ魂」を卒業。
- 2009年6月12日、グラビアDVD「colorful(カラフル)」を発売。
- 2009年9月　映画「湾岸ミッドナイト THE MOVIE」に出演。
- 2009年10月、所属事務所HPのタレント一覧から項目が削除され、事実上の休業状態となる。
- 2010年4月、個人ブログを開始。
- 2010年7月、ジョリー・ロジャー (企業)に所属したことが発表され、公式ブログを開始。
- 2010年8月、舞台「メンズ校」に宮路冬華役で出演。
- 2010年9月、映画「×ゲーム」に友情出演。
- 2011年5月、怪我の治療に専念するため事務所を退社。

## 作品

### DVD
- 「みきPON53」(2007年2月23日 リバプール)
- 「恋愛模様」(2009年1月30日 リバプール)
- 「colorful」(2009年6月12日 リバプール アイドルニッポン!!レーベル)

### シングル
- 「アイドルになりたい。」(2007年8月22日 日本コロムビア)COCA-16010